# Suicide Club
Suicide Circle (自殺サークル, Jisatsu Sākuru), mais conhecido como Suicide Club, ou O Pacto no Brasil, é um filme japonês escrito e dirigido por Sion Sono. Em 2003 foi vencedor de dois prêmios no Fant-Asia Film Festival. 
Esta é a macabra história do suicídio coletivo de 54 garotas, todas estudantes de um mesmo colégio. Elas se atiram na frente do metrô, causando enorme comoção pública. Uma série de outras mortes de grupos espalhados por todo o país deixa a equipe do detetive Kuroda em pânico. Eles correm contra o tempo e as pistas mais atrapalham do que ajudam. Neste suspense de alto teor psicológico nada é tão simples como parece.

## Elenco
- Detetive Kuroda - Ryo Ishibashi
- Detetive Shibusawa - Masatoshi Nagase
- Detetive Murata - Akaji Maro
- Mitsuko - Saya Hagiwara
- Kiyoko (Kōmori, "The Bat") - Yoko Kamon
- Genesis - Rolly
- Detetive Hagitani - Hideo Sako
- Segurança Jiro Suzuki - Takashi Nomura
- Enfermeira Yoko Kawaguchi - Tamao Satou
- Enfermeira Sawada - Mai Hosho
- Kiyomi Kuroda - Kimiko Yo
- Sakura Kuroda - Mika Kikuchi
- Toru Kuroda - So Matsumoto

## Sequência
Em 2006 foi lançada a sequência Noriko's Dinner Table (紀子の食卓, Noriko no Shokutaku).